# Дольнштейн, Пауль
Пауль Дольнштейн, также известен как Пауль Тольнштейн (нем. Paul Dolnstein, нем. Paul Tolnstein) (р. до 1470 г., герцогство Саксония — ум. после 1513 г.), также Тольнштейн — немецкий ландскнехт и инженер XV—XVI вв.

## Биография
При осаде в 1491 г. восставшего лимбургского города Монтфорт войском саксонского герцога Альбрехта III получил ранение. С 1494 по 1496 год руководил строительством моста на Эльбе в Торгау в качестве строителя мостов и счетовода на службе курфюрста Саксонии Фридриха III. Но в основном он зарабатывал себе на жизнь в качестве ландскнехта и военного инженера на голландской, саксонской и датской службе.
С контингентом, посланным курфюрстом Брандербурга Иоахимом I прибыл в Норвегию и Вестергётланд через Данию, где участвовал в войне датского короля Иоганна I и его сына Кристиана против восставших шведов. В 1502 г. участвовал в битве при крепости Эльвсборг близ Гётеборга.
Последний раз упоминается в саксонских счетных книгах в 1513 г. Военный дневник Дольнштейна находится в Государственном архиве Тюрингии в Веймаре и является одним из самых ранних военных дневников на немецком языке, особенно известен набросками по истории оружия и костюмов.

## Галерея

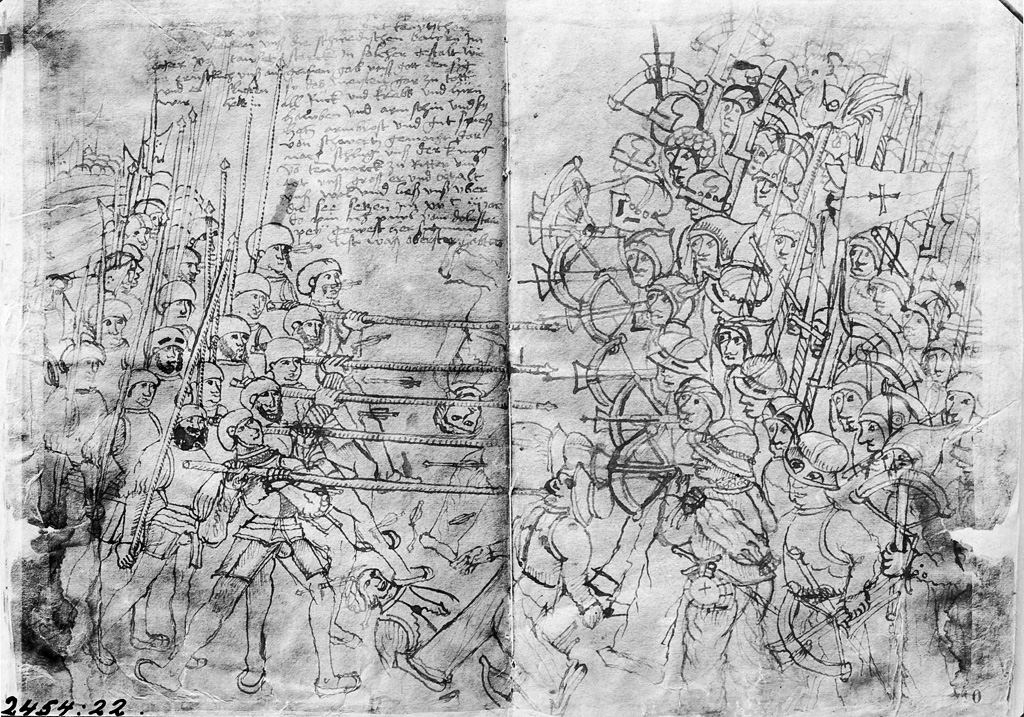
Битва при крепости Эльвсборг
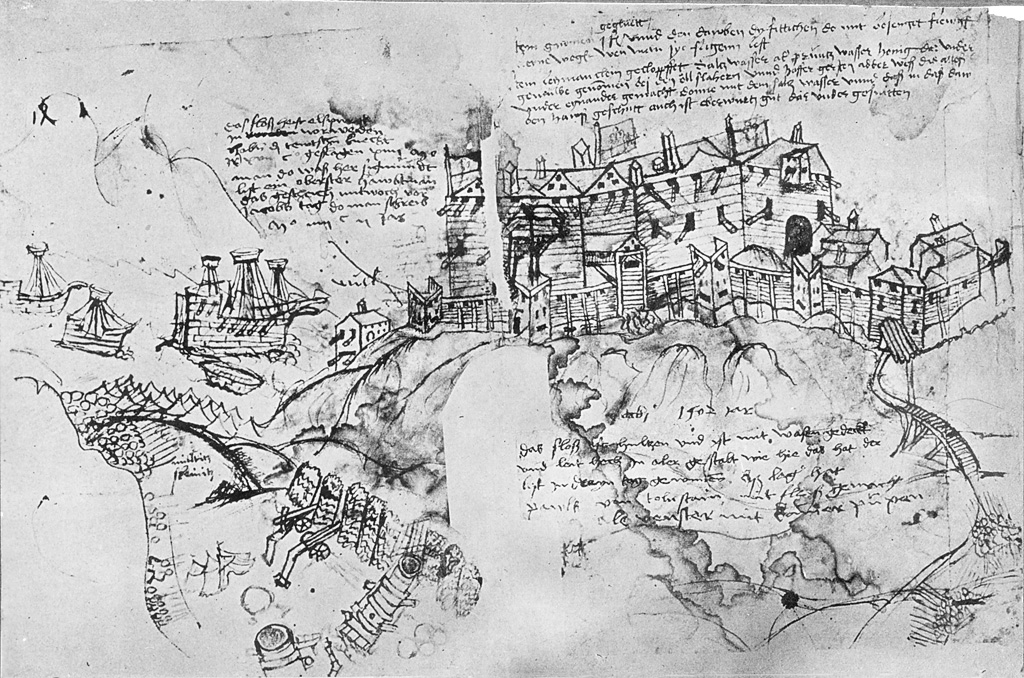
Осада Эльвсборга
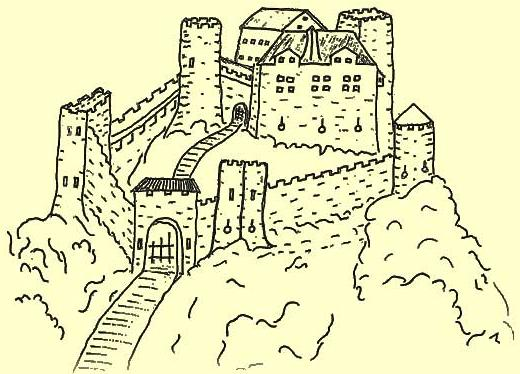
Крепость Эльвсборг
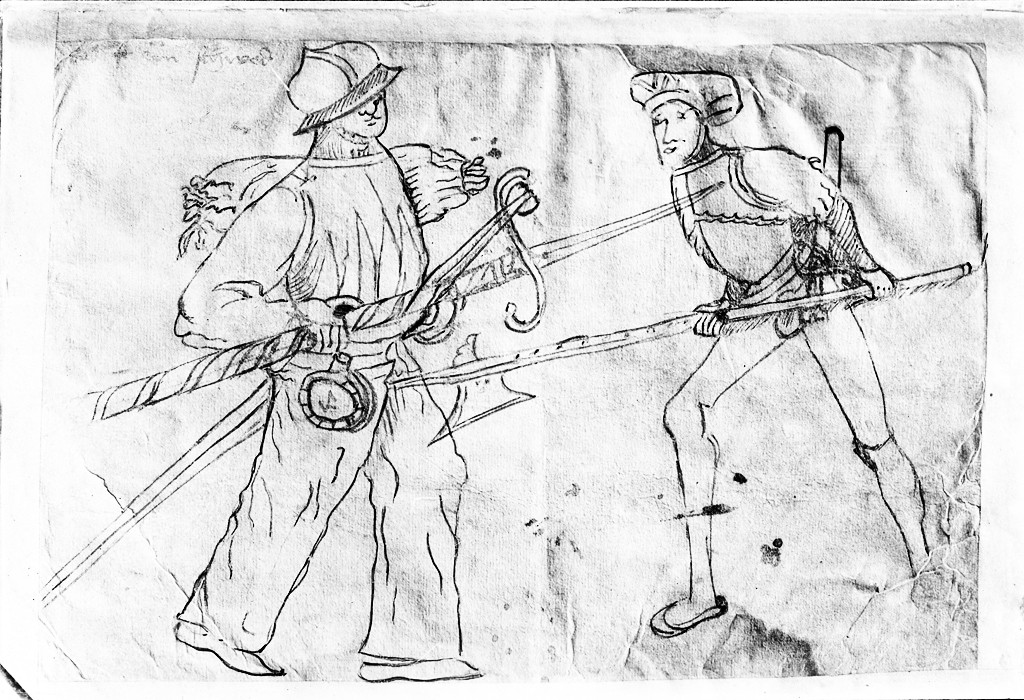
Два солдата сражаются у Эльвсборга
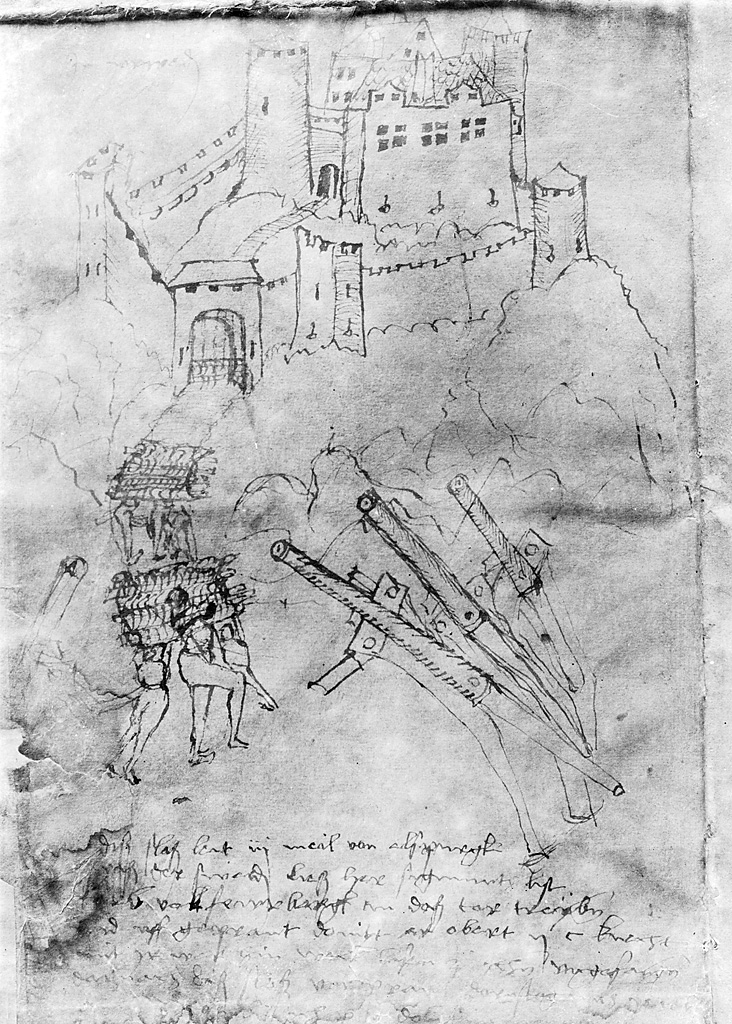
Штурм Эльвсборга